# Metropolitano de Calcutá
O Metrô de Calcutá (bengali: কলকাতা মেট্রো Kolkata Meṭro) é o sistema de metrô da cidade de Calcutá, na Índia. Gerido pela Indian Railways, foi o primeiro metrô construído na Índia, entrando em serviço a partir de 1984. O Metrô possui 40,46 km de extensão, duas linhas e 34 estações.

## História

### Antecedentes

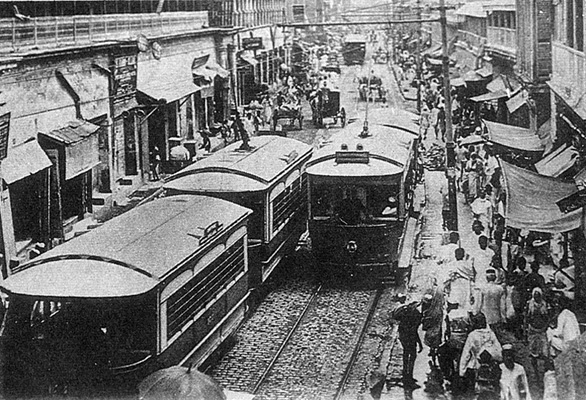
Bondes elétricos em Calcutá, no início do século XX.

Com mais de um milhão de habitantes em 1911, Calcutá passou a enfrentar problemas de mobilidade cada vez maiores. A administração colonial britânica decidiu criar um comitê de estudos sobre os transportes em 1919. O comitê foi liderado por Sir. William Erskine Crum e recomendou um plano de construção de uma linha de ligando as regiões de Bagmari (ao leste) até Benaras Road, Salkia, em Howrah (ao oeste). A linha deveria ser subterrânea e seu trecho principal passaria sob o Rio Hugli. O projeto avançou em quando a autoridade colonial contratou os serviços do engenheiro britânico e consultor do metrô de Londres Sir Harley Dalrymple-Hay. Sir Dalrymple-Hay delegou a tarefa a seu principal assistente, Ogilvie. O projeto de Sir Dalrymple-Hay foi apresentado em 1921 previa uma linha de 10 quilômetros,  a um custo de cerca de 3 milhões de libras. As obras poderiam ser realizadas em dois anos, prevendo-se seu início para meados de 1925. Por motivos desconhecidos, o projeto acabou arquivado pelos britânicos. 
Em 1949 foi realizado um novo projeto, realizado por engenheiros franceses e coordenado pelo ministro de Bengala Ocidental Bidhan Chandra Roy. Mais uma vez o projeto acabou arquivado. Naquele momento, Calcutá possuía quase três milhões de habitantes.

### Projeto MTP

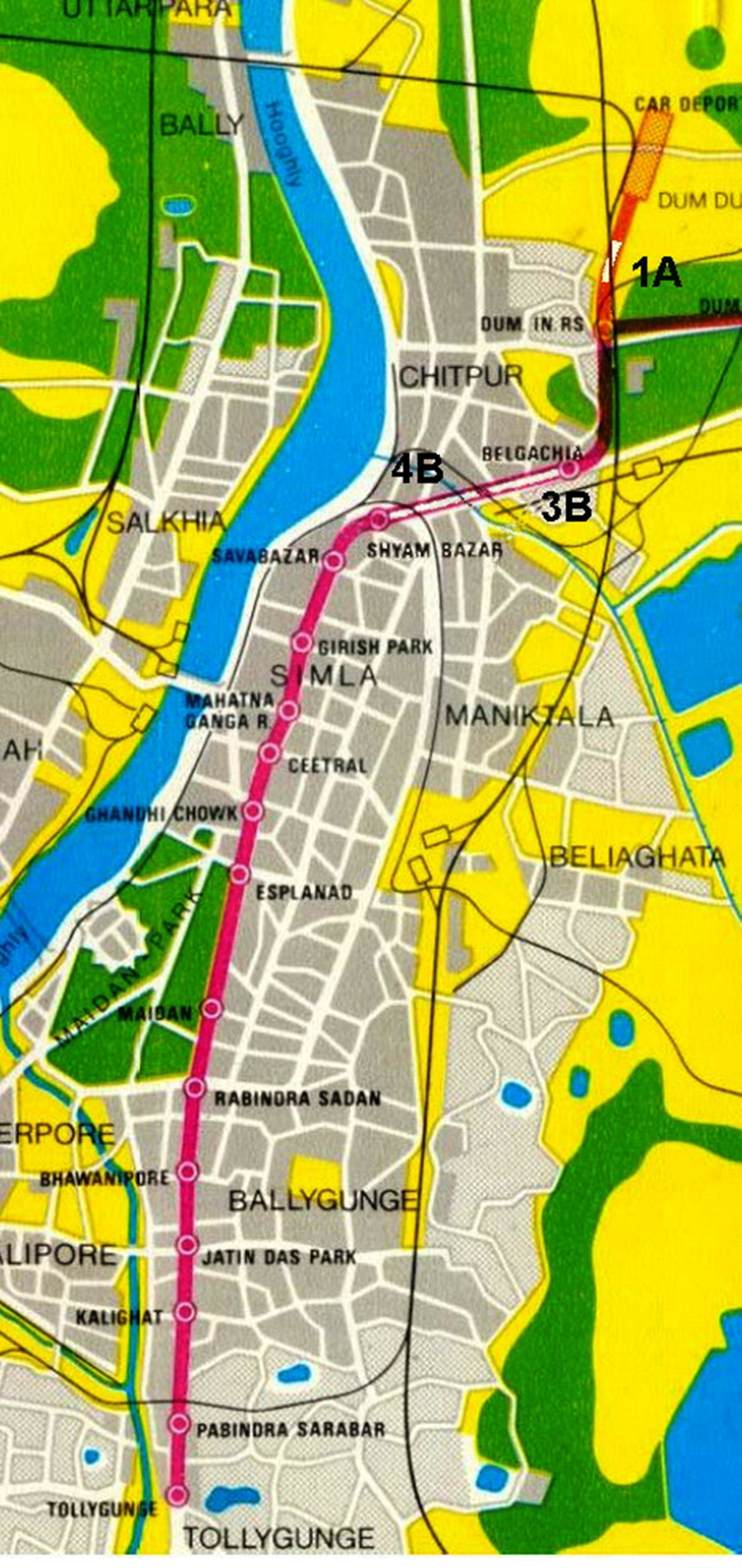
Projeto da Linha 1 do Metrô de Calcutá (1971).

Em 1969 as autoridades de Calcutá criaram o "Metropolitan Transport Project" (MTP). Esse comitê apresentou um plano diretor para o metrô em 1971. O plano diretor do metrô de Calcutá consistia em cinco linhasm de 97,5 quilômetros de extensão. Por questões financeiras, apenas três foram selecionadas:
- Linha 1 - Dum Dum – Tollygunge
- Linha 2 - Bidhannagar – Ramrajatala
- Linha 3 - Dakshineswar – Thakurpukur

O governo indiano à princípio aceitou a participação de consultores soviéticos e alemães orientais nos projetos e nas obras. A primeira-ministra Indira Gandhi lançou a pedra-fundamental da Linha 1 em 29 de dezembro de 1972. Com 16,45 km a Linha 1 ligava Dum Dum a Tollygunge. No início dos anos 1970 Calcutá estava ao lado de São Paulo e Xangai como as únicas cidades com mais de cinco milhões de habitantes no mundo que não possuíam rede de metrô.

### Obras e inauguração

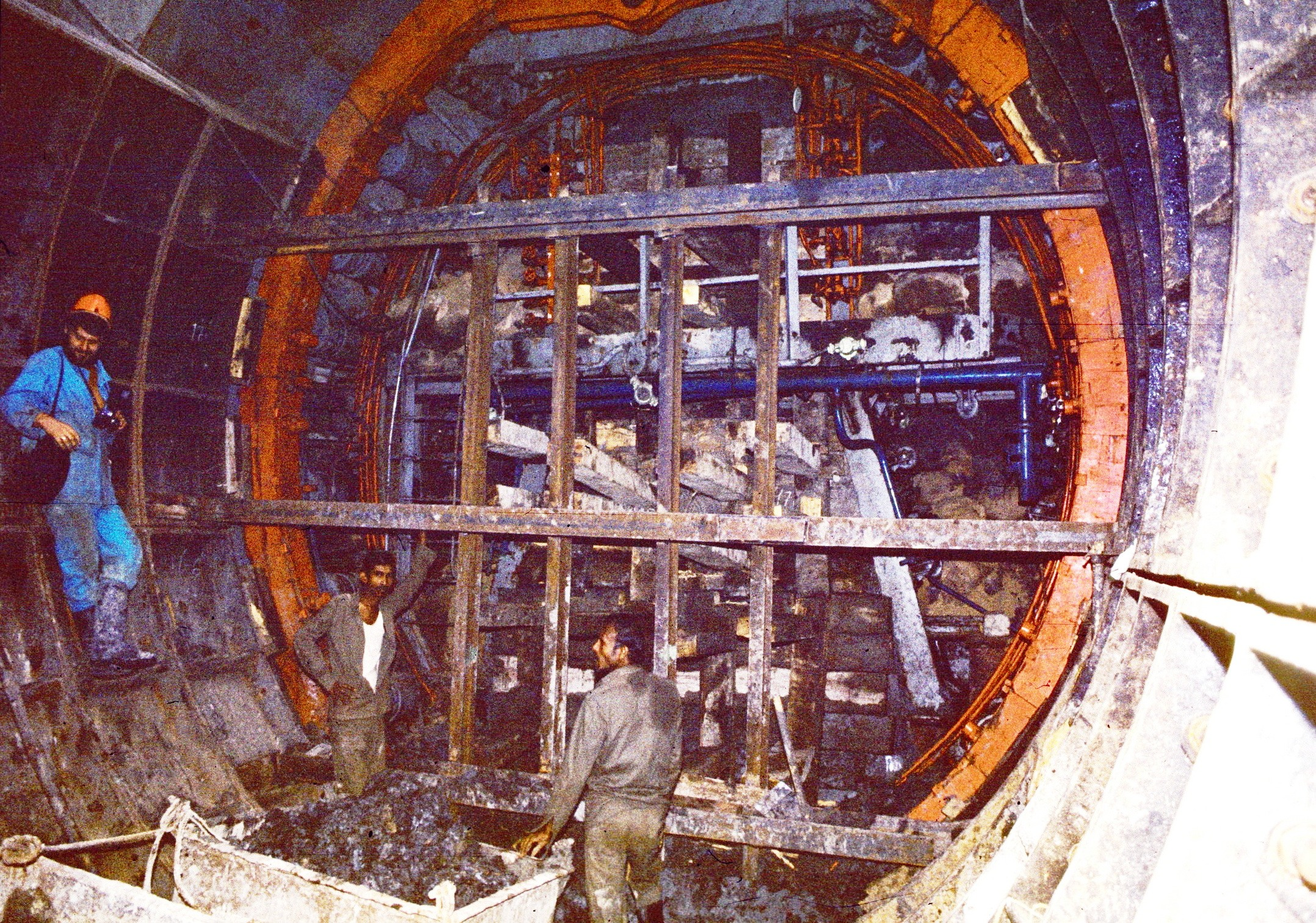
Construção de túnel no trecho 4B empregando tecnologia húngara, início da Década de 1980.

As obras foram iniciadas em janeiro de 1973 e se arrastaram até meados de 1974. Os técnicos soviéticos recomendaram a construção de túneis por meio do método “Cut and Cover” (cortar e cobrir). Esse método revelou-se inviável para o “solo mole” de Calcutá e a construção tentou empregar o método de construção de paredes-diafragma. Mais uma vez os resultados foram desastrosos e exauriram os fundos das obras. Em 1977 os técnicos soviéticos resolveram sugerir a adoção de túneis construídos com Tuneladora escudo. O governo indiano lançou um concurso internacional para as obras. A empresa vencedora deveria fornecer o método, treinamento e transferir tecnologia para os técnicos indianos. O concurso foi vencido pelos escritórios húngaros Nikex e Külkerkesdelmi Vállallat (KÉV). A KÉV trabalhou em conjunto com empreiteiros indianos e especialistas soviéticos e as obras foram retomadas em 1978.
Em 1980 a KÉV enviou para Calcutá o engenheiro Gusztáv Klados. Klados liderou parte do projeto, angariando prestígio na comunidade de engenharia europeia, sendo mais tarde contratado para as obras do Canal da Mancha. A construção dos túneis acabou sendo feita de forma mais lenta por conta da inexperiência dos técnicos e operários indianos, que ao mesmo tempo eram treinados pela KÉV. O primeiro trecho foi inaugurado em 26 de novembro de 1984.

## Tabela

Evolução do metrô de Calcutá

| Linha   | Terminais                    | Inauguração             | Comprimento (km) | Estações |
| ------- | ---------------------------- | ----------------------- | ---------------- | -------- |
| 1 Azul  | Dakshineswar ↔ Kavi Subhash  | 26 de outubro de 1984   | 31,36            | 26       |
| 2 Verde | Salt Lake Sector V ↔ Sealdah | 13 de fevereiro de 2020 | 9,1              | 8        |